# Bill White (Bobfahrer)
William Harrison „Bill“ White, III (* 6. Dezember 1959 in Chicago, Illinois) ist ein ehemaliger US-amerikanischer Bobsportler.
Bereits an der Wasson High School in Colorado Springs war White in der Leichtathletik und im Football aktiv. An der University of Northern Colorado trat er im Sprint an, erreichte über 100 Meter eine persönliche Bestleistung von 10,65 Sekunden. Drei Jahre in Folge wurde er von der North Central Conference als MVP der Leichtathletik ernannt. Wegen seiner Leistungen wurde er ins Bobteam der USA aufgenommen. Zusammen mit Brent Rushlaw, Hal Hoye und Mike Wasko nahm er an den Olympischen Winterspielen 1988 im kanadischen Calgary teil. Im Viererbob erreichten sie den vierten Platz, 0,02 Sekunden hinter dem Team der Sowjetunion auf Rang drei.
White war bei der US Air Force, stationiert am Flughafen Hanscom Field in Massachusetts.